# Cueva de Las Chimeneas
La cueva de Las Chimeneas es un yacimiento arqueológico encuadrado en el complejo de cuevas del monte Castillo, situado en Puente Viesgo, Cantabria, España. Está incluida en la lista del Patrimonio de la Humanidad de la Unesco desde julio de 2008, dentro del conjunto «Cueva de Altamira y arte rupestre paleolítico de la cornisa cantábrica».

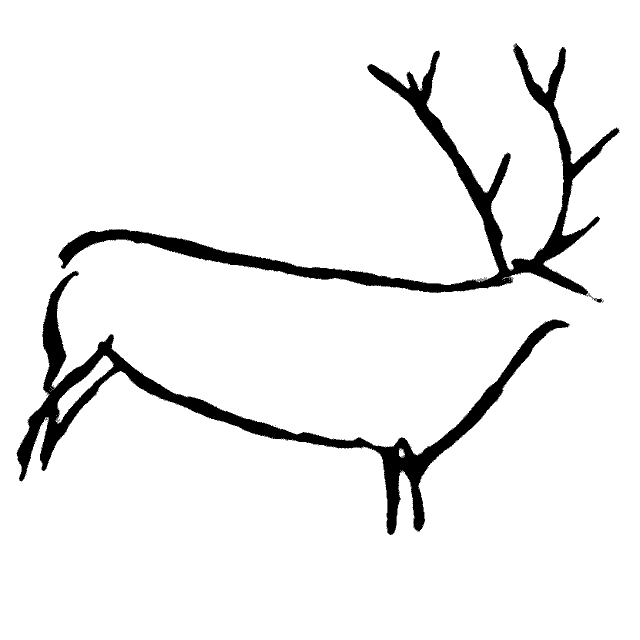
Ciervo pintado en la cueva

Es una cavidad con dos pisos comunicados por la formación de chimeneas cársticas, que son las que dan nombre a la cueva. El interés arqueológico se encuentra en el piso inferior, ya que la parte superior de la cueva es simplemente un laberinto estéril.
En 1953 la descubre el mismo equipo de camineros de la Diputación Provincial que descubre la cueva de Las Monedas. Tres años más tarde, Joaquín González Echegaray publica un estudio en el que se habla de la aparición de restos de sílex, inhumaciones de la prehistoria reciente y diferentes grabados en la cueva.
Todo el conjunto se encuadraría dentro del estilo III de Leroi-Gourhan, es decir, de época Solutrense. Sin embargo, las dataciones realizadas en Carbono 14 indican que los restos son Magdalenienses.